# Престон Дікінсон
Вільям Престон Дікінсон (англ. William Preston Dickinson; 1889, Нью-Йорк — 1930, Ірун, Іспанія) — американський художник — прецизіоніст.

## Життя та творчість
У. П. Дікінсон народився в сім'ї робітника. Його батько був художником-аматором, який займався також каліграфією і дизайном. Він помер, коли Престону було 11 років. У 1906 році сім'я переїжджає в містечко Сафферн в штаті Нью-Йорк. У 1906—1910 роках П.Дікінсон вивчає живопис на курсах Студентської художньої ліги в Нью-Йорку під керівництвом Вільяма Меррітта Чейза . Оплачував його навчання філантроп і меценат Генрі Барбі. Також Г.Барбі і торговець творами мистецтва Чарльз Даніель профінансували поїздку П.Дікінсона в Європу. З 1910 по 1914 рік він живе в Парижі, вчиться там в Академії Жюліана і Школі витончених мистецтв, виставляє свої картини в Паризьких салонах і в Салоні Незалежних.

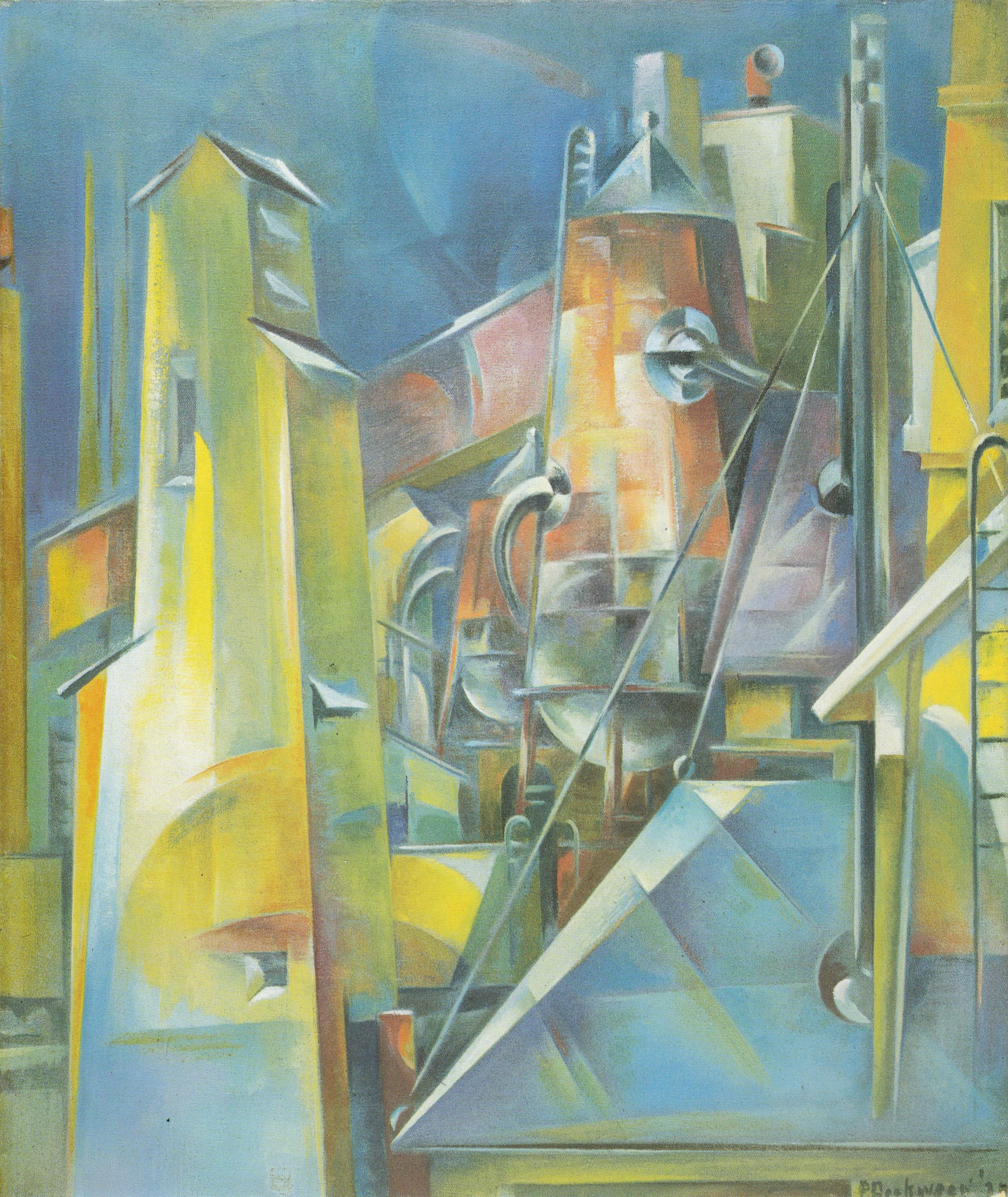
П. Дікінсон, Фабрика (бл. 1920)

З початком Першої світової війни, у вересні 1914 року художник повертається на батьківщину. Він живе разом зі своєю матір'ю, вдовою сестрою і її сином на Бронксі, в Нью-Йорку. Бере участь у кількох виставках в галереї Даніеля; перша персональна виставка П.Дікінсона відбулася в 1923 році. У 1924 році художник проводить літо в Омасі, штат Небраска. Тут він робить серію малюнків із зображенням місцевих індустріальних об'єктів і зерносховищ. У 1925—1926 роках П.Дікінсон живе в канадському Квебеку і пише пейзажі й вуличні сценки. В кінці 1920-х років до нього приходить слава одного з найбільших американських художників-модерністів; полотна П. Дікінсона купуються як музеями, так і в приватні колекції.
У червні 1930 року П.Дікінсон разом зі своїм другом, художником Оронзо Гаспаро, приїжджає в Іспанію, розраховуючи знайти тут відповідні об'єкти і місця для занять живописом. До осені у нього закінчилися кошти, проте ще до настання холодів в Іспанії П.Дікінсон захворів двосторонньою пневмонією. Помер в лікарні через 3 дні після госпіталізації. В останні роки художник страждав від алкоголізму. Похований в Іспанії.
П.Дікінсон створив близько 200 полотен. Він є одним з перших американських живописців, які звернулися в своїх роботах до індустріальної тематики. З 1915 року він працює в стилі прецизіонізму, близького до творів Чарльза Шілер і Чарльза Демута. Часто писав також пейзажі (зокрема, на річці Гудзон) і натюрморти. Протягом своєї творчої кар'єри багато експериментував з різними художніми техніками і стилями. У ранніх роботах П.Дікінсона відчувається вплив кубізму, фовізму, футуризму і синхромізму. Пізніше, приділяючи особливу значення експерсивним, яскравим фарбам, захоплюється постімпресіонізмом, поки остаточно не зупиняється на реалістичності прецизіонізму. У 1920-ті роки вивчав також японське мистецтво Укійо-е.

## Галерея

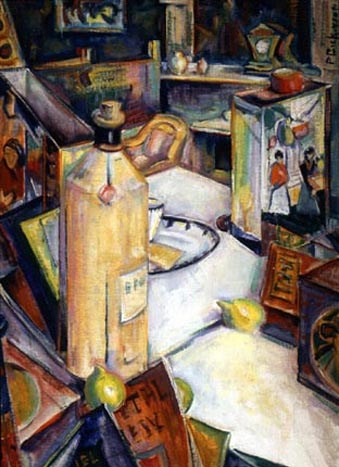
Натюрморт в інтер'єрі (бл. 1920)
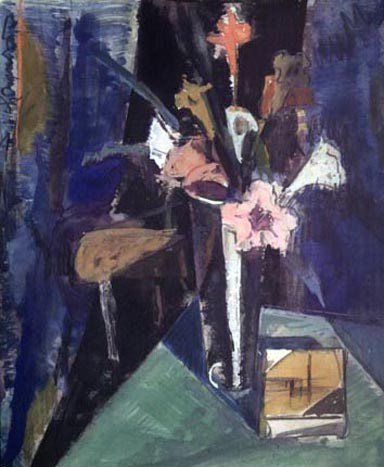
Натюрморт з квітами (бл. 1920)
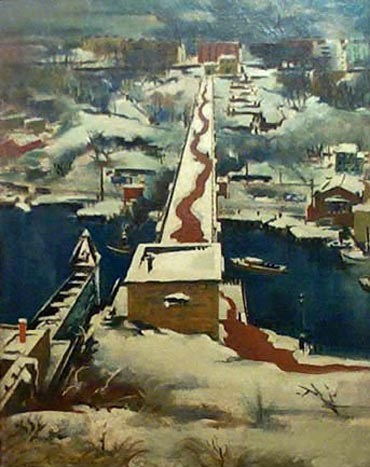
Високий міст (1922)
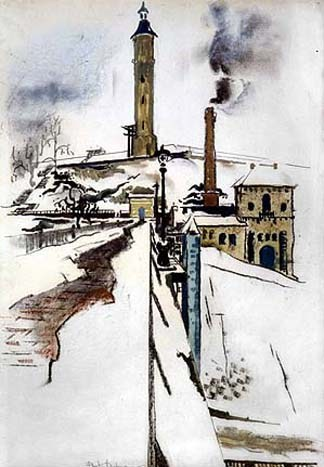
Водокачка біля мосту (бл. 1922)
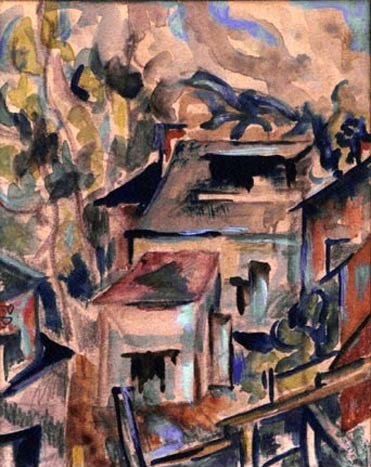
Старі комори (бл. 1918)